# Krzysztof Woźniewski
Krzysztof Woźniewski – polski prawnik, dr hab. nauk prawnych, profesor uczelni i kierownik Katedry Prawa Karnego Procesowego i Kryminalistyki Wydziału Prawa i Administracji Uniwersytetu Gdańskiego.

## Życiorys
29 listopada 1999 obronił pracę doktorską Wprowadzanie dowodów do procesu w polskim prawie karnym procesowym, 10 października 2011 habilitował się na podstawie pracy zatytułowanej Prawidłowść czynności procesowych w polskim procesie karnym. Otrzymał nominację profesorską. Został zatrudniony na stanowisku profesora nadzwyczajnego w Katedrze Prawa Karnego Procesowego i Kryminologii na Wydziale Prawa i Administracji Uniwersytetu Gdańskiego.
Piastuje stanowisko profesora uczelni, oraz kierownika w Katedrze Prawa Karnego Procesowego i  Kryminalistyki na Wydziale Prawa i Administracji Uniwersytetu Gdańskiego.